# Kim Chae-yeong
Kim Chae-yeong (김채영 ?, 金彩瑛?, Gim Chae-yeongLR, Kim Ch'ae-yŏngMR; [kim t͡ɕʰe̞ jʌ̹ŋ]; 15 gennaio 1996) è una goista sudcoreana.
Il suo nome è talvolta riportato come Kim Chae-young o Kim Jae-young.

## Biografia
Figlia maggiore di Kim Seong-rae 6d e sorella di Kim Da-yeong 5d, è diventata professionista ad aprile 2011.
Nel 2013 ha vinto la medaglia d'argento nella competizione femminile a squadre dei IV Giochi asiatici indoor e di arti marziali.
Nel 2014 ha vinto la diciannovesima edizione del Guksu femminile contro Park Ji-eun ed è stata promossa 2 dan. Nello stesso anno, ha vinto la medaglia d'argento nel torneo individuale femminile della quarta edizione degli SportAccord World Mind Games.
Nel 2016 ha partecipato con la squadra sudcoreana alla terza edizione della Coppa Okage internazionale, in cui si è piazzata al secondo posto.
Nel 2017 è stata promossa 3 dan.
A gennaio 2018 è arrivata seconda nella ventiduesima edizione del Guksu femminile, sconfitta da Choi Jeong, ed è stata promossa 4 dan. Ha vinto la prima edizione della Coppa Go Seigen sconfiggendo la connazionale Choi Jeong, ed è stata promossa 5 dan.
Nel 2019 è stata promossa 6 dan. È arrivata seconda nella terza edizione del Kisung femminile, sconfitta da Choi Jeong.
Nel 2020 è arrivata seconda nella quarta edizione del Kisung femminile, sconfitta nuovamente da Choi Jeong.
Nel 2021 è stata promossa 7 dan.
Nel 2023 è stata promossa 8 dan. A gennaio ha perso contro Choi la finale della seconda edizione del Supreme Player femminile. È stata selezionata come membro della squadra sudcoreana di go ai XIX Giochi asiatici, dove ha partecipato alla competizione femminile a squadre con Kim Eun-ji, O Yu-jin e Choi Jeong, come membro di riserva. Nel torneo preliminare ha ottenuto tre vittorie in tre gare, inclusa la vittoria contro la taiwanese Hei Jiajia, contribuendo al passaggio del turno della squadra sudcoreana. In semifinale ha sconfitto la dilettante di Hong Kong Lee Lok Yi nel 3-0 che ha permesso alla Corea del Sud di andare in finale. Non ha partecipato alla finale per la medaglia d'oro, in cui la Corea del Sud ha ottenuto la medaglia d'argento, sconfitta 1-2 dalla Cina. A dicembre ha perso per 1-2 la finale della 28ª edizione del Guksu femminile, di nuovo contro Choi.
Nell'agosto 2024 ha sconfitto per 2-1 in rimonta O Yu-jin, per aggiudicarsi la quarta edizione della Coppa IBK; questa vittoria le è valsa anche la promozione a 9 dan, facendo di Kim la nona donna sudcoreana a raggiungere il massimo grado. A dicembre 2024 ha sconfitto per 2-0 Nakamura Sumire nella finale del Guksu femminile: per Kim si è trattato della seconda vittoria di questo titolo, a dieci anni di distanza dalla prima.
Dopo sei anni di fidanzamento, a marzo 2025 ha sposato il collega Park Ha-min; nella storia del go, sono la seconda coppia di professionisti sposati entrambi 9 dan, dopo Jiang Zhujiu e Rui Naiwei.

## Palmarès
| Nazionali                | Nazionali      | Nazionali      |
| Torneo                   | Vittorie       | Finalista      |
| ------------------------ | -------------- | -------------- |
| Kisung femminile         |                | 2 (2019, 2020) |
| Guksu femminile          | 2 (2014, 2024) | 2 (2017, 2023) |
| Supreme Player femminile |                | 1 (2023)       |
| Coppa IBK                | 1 (2024)       |                |
| Internazionali           |                |                |
| Torneo                   | Vittorie       | Finalista      |
| Coppa Go Seigen          | 1 (2018)       |                |